# Melese pusilla
Melese pusilla är en fjärilsart som beskrevs av Rothschild 1909. Melese pusilla ingår i släktet Melese och familjen björnspinnare. Inga underarter finns listade i Catalogue of Life.